# Esplanad

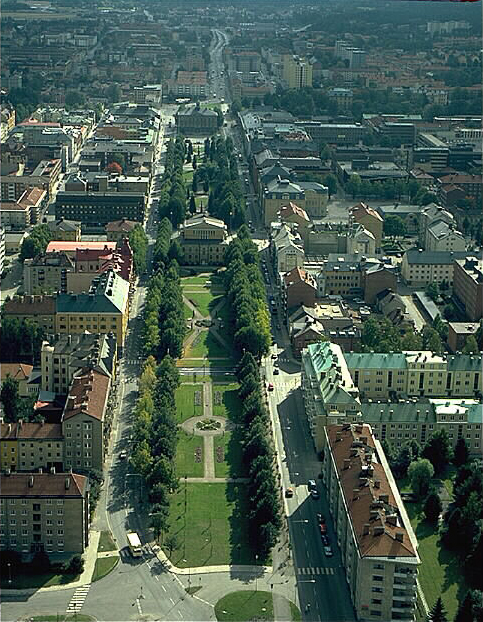
Rådhusesplanaden, Gävle

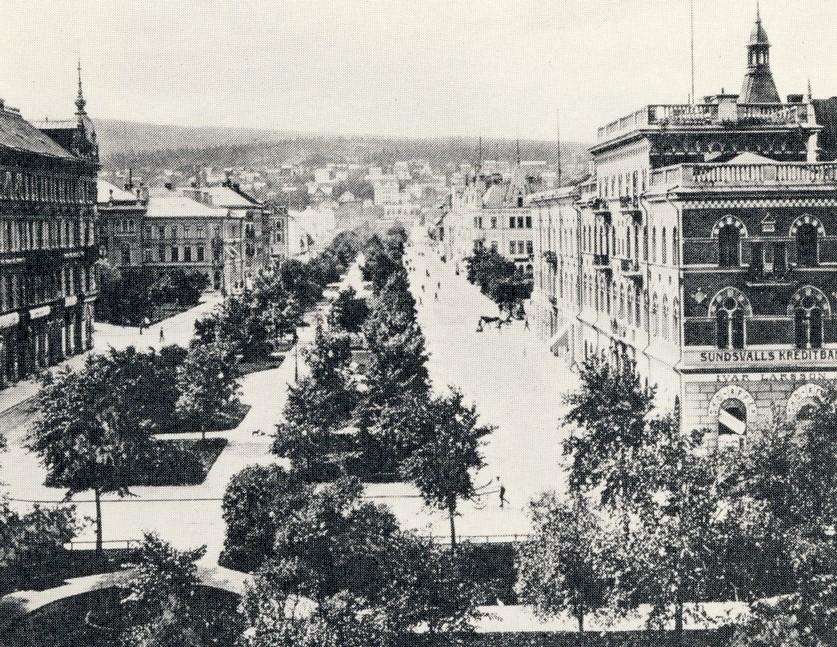
Esplanaden, Sundsvall, 1880

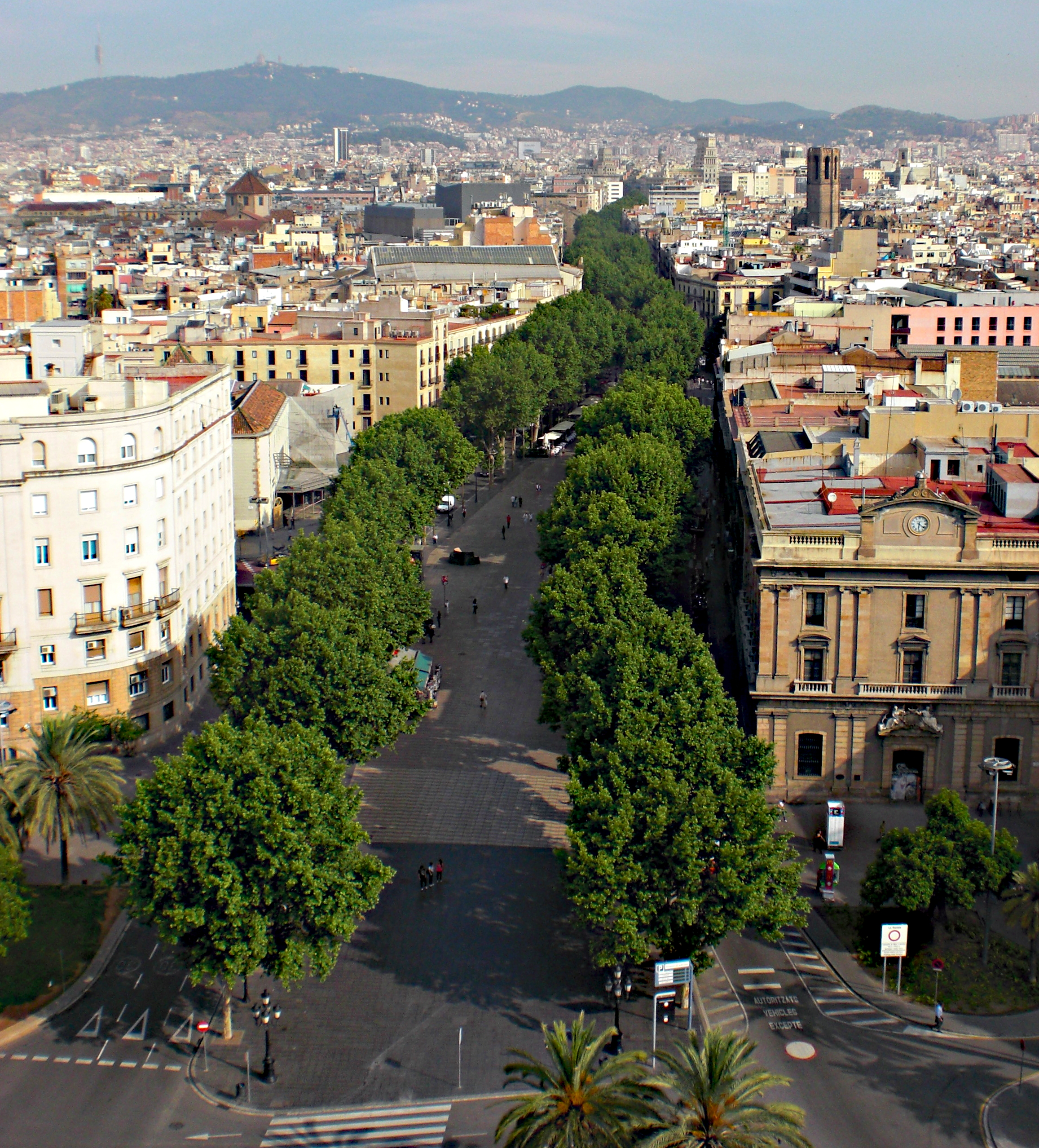
La Rambla i Barcelona i Spanien

En esplanad är ett promenadstråk i en stad, framförallt i en allé i mittsträngen av en bredare gata eller en strandpromenad. Esplanad har även kommit att beteckna själva gatan med promenadstråket. Esplanad i den senare meningen är en variant av boulevard.

## Historik
Ordet esplanad (av franskans esplanade, ”plan”) var ursprungligen benämningen på en öppen plats framför en befästning, eller där en befästning tidigare stått. Då man i Europa på 1800-talet började riva storstädernas gamla stadsmurar uppstod luckor efter dessa i stadsbebyggelsen, vilka i stället fylldes med breda trädplanterade paradgator och representativa byggnader. Se även Haussmanplanen, Lindhagenplanen och Ringstrasse. En annan likartad beteckning är boulevard som är besläktat med bålverk och liknande ord på nederländska och lågtyska.

## Esplanadsystemet i Sverige
Svenska städer hade sällan några befästningar kvar på 1800-talet, med Göteborg som viktigt undantag, varför esplanaderna i stället anlades som brandgator eller som led i en omdaning av stadsbebyggelsen för att få in mer ljus och luft. Ett exempel från Stockholm är Lindhagenplanen från 1866 där det efter kontinentalt mönster föreslogs ett så kallat esplanadsystem, där trädplanterade gator skulle genomkorsa 1600-talets rutnätsstad. I ett esplanadsystem binds viktiga platser samman med breda gator, oftast trädplanterade. Esplanaderna utgörs av boulevarder med träd planterade i mitten eller avenyer med trädrader på båda sidor om körbanan.[källa behövs] De viktiga platserna i esplanaders skärningspunkter utgörs ofta av runda torg, parkytor eller platser för viktiga byggnader. Esplanaderna skänker staden struktur och underlättar orientering. Parker blir i detta sammanhang särskilda stadsbyggnadselement och allmänna vistelseytor. Esplanadsystemet inspirerade också August Strindberg till dikten med samma namn:
– Vad skall ni bygga här, min vän?

Skall här bli nya Villastaden?

– Här skall ej byggas upp igen!

Här röjes blott för Esplanaden!

– Ha! tidens sed: att riva hus!

Men bygga upp? Det är förskräckligt!

– Här rivs för att få luft och ljus:

Är kanske inte det tillräckligt?

## Exempel på esplanader

### I Sverige
- Esplanaden, Huskvarna
- Hudiksvall
  - Norra Kyrkesplanaden
  - Södra Kyrkesplanaden
  - Sundsesplanaden
- Rådhusesplanaden i Gävle
- I Göteborg
  - Vasagatan
  - Nya Allén
- Laholmsvägen i Halmstad
- Södra Esplanaden i Lund
- Esplanaden i Mörbylånga
- Esplanaden i Oxelösund
- Kanalgatan i Skellefteå
- I Stockholm
  - Karlavägen
  - Katarina Bangata
  - Lindhagensgatan
  - Narvavägen
  - Strandvägen
  - Valhallavägen
  - Vanadisvägen
- I Borås: Allégatan; Yxhammarsgatan; (del av) Skaraborgsvägen
- Rådhusesplanaden i Umeå
- I Uppsala
  - Luthagsesplanaden
  - Kungsängsesplanaden
- Hertig Karls Allé i Örebro
- Esplanaden i Sundsvall
- Domkyrkoesplanaden i Västerås
- Esplanaden i Västervik
- Västra esplanaden i Växjö
- Norra esplanaden i Växjö
- Södra esplanaden i Växjö

### I andra länder
- La Rambla i Barcelona
- Unter den Linden i Berlin

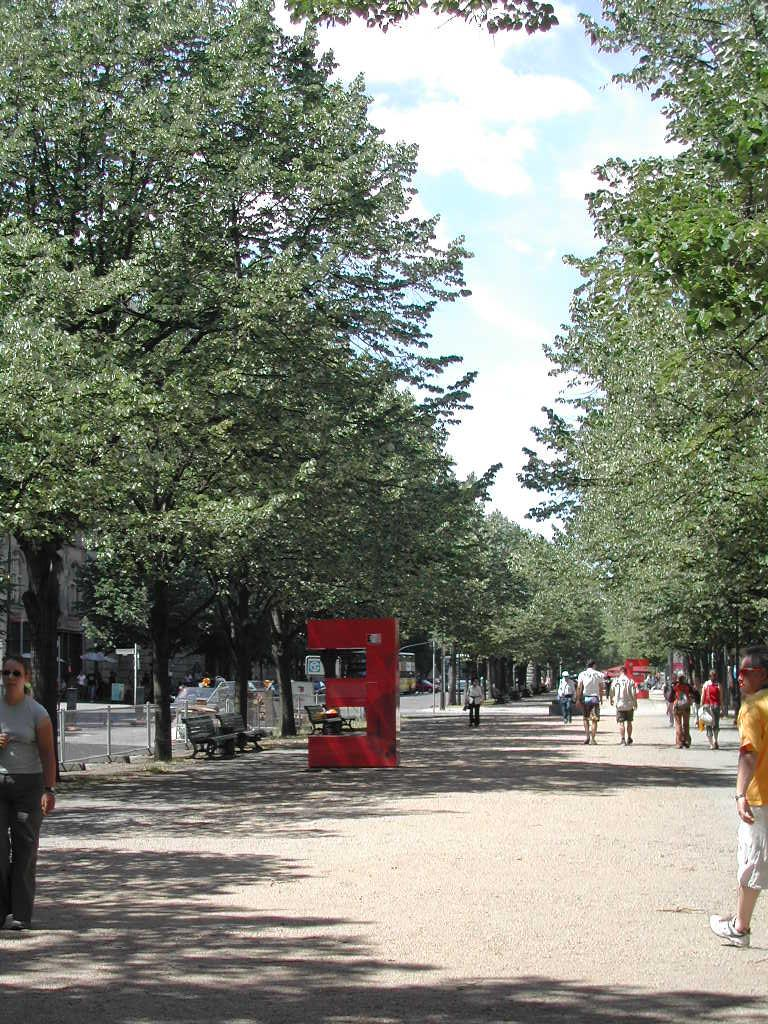
Unter den Linden i Berlin.

- Bulevarden och Esplanaden i Helsingfors
- The Mall i London
- Paseo de la Reforma i Mexico City
- Karl Johans gate i Oslo
- Nevskij prospekt i Sankt Petersburg
- Ringstraße i Wien